# Xmake
XMake是一个基于Lua的开源轻量级跨平台自動化構建系統，支持在各种主流平台上构建项目。
xmake的目标是开发者更加关注于项目本身开发，简化项目的描述和构建，并且提供平台无关性，使得一次编写，随处构建。
它跟cmake、automake、premake有点类似，但是机制不同，它默认不会去生成IDE相关的工程文件，采用直接编译，并且更加的方便易用。采用lua的工程描述语法更简洁直观，支持在大部分常用平台上进行构建，以及交叉编译。
并且xmake提供了创建、配置、编译、打包、安装、卸载、运行等操作，使得开发和构建更加的方便和流程化。
不仅如此，它还提供了许多更加高级的特性，例如插件扩展、脚本宏记录、批量打包、自动文档生成等等。

## 外部連結
- XMake home page
- XMake github page （页面存档备份，存于）
- A curated list of awesome XMake projects, plugins, examples and others